# Njivska gos
Njivska gos (znanstveno ime Anser fabalis) je vrsta gosi, ki gnezdi v Severni Evropi in Severni Aziji.

## Opis
Je velik ptič, ki doseže 69 do 88 cm v dolžino in 140 do 174 cm prek peruti. Po zgornjem delu telesa, vključno z glavo, je temna in ima razmeroma dolg kljun ter oranžne do bledo rdečkaste noge. V letu so peruti videti dolge. Terciarna letalna peresa in krovna peresa so temna, z jasnim belim robom.
Možno jo je zamenjati s kratkokljuno gosjo, ki ima rožnate noge, krajši kljun in svetlo perje po hrbtu, a razlika predvsem od daleč ni zlahka opazna. Bolj očiten je med letom ozek bel pas na zadnjem robu repa, ki je pri kratkokljuni gosi širok. Podobna ji je tudi siva gos, ki pa ima svetlo spodnjo stran peruti. Njivske gosi iz različnih delov območja razširjenosti se nekoliko razlikujejo, tako po telesnih značilnostih kot po ekologiji; vzhodne populacije, ki gnezdijo v tundri na severu Rusije, imajo nekoliko svetlejši hrbet, krajši kljun in so manjše (torej v vseh pogledih bolj podobne kratkokljuni gosi); opisane so kot podvrsta rossicus, je pa možno opaziti tudi osebke, ki so po značilnostih med vzhodnim in zahodnim »tipom«.
Oglaša se z globokim nosljatim trobljenjem; klic je sestavljen iz dveh ali treh zlogov. Izkušenemu opazovalcu je ton občutno nižji kot pri kratkokljuni gosi.

## Ekologija in razširjenost
Njivska gos se prehranjuje predvsem s travami in semeni. Vzhodni in zahodni »tip« se nekoliko razlikujeta tudi po gnezditvenih preferencah: zahodne gnezdijo v odmaknjenih močvirnatih predelih tajge, vzhodne pa v vlažni tundri. Gnezdijo posamični pari, pred selitvijo pa se zberejo v ogromne jate, ki po koncu golitve odletijo proti jugu, v zmerne in subtropske predele Evrope, in Srednje ter Vzhodne Azije. Na prezimovališčih se prav tako zadržujejo v jatah, a ne tako velikih kot med selitvijo. V Sloveniji se v manjšem številu zadržujejo na prezimovanju.
Vrsta ima ogromno območje razširjenosti in veliko populacijo, zato ne velja za ogroženo, kljub upadu številčnosti zaradi uničevanja habitatov ter lova.

## Taksonomija
Znanstveno ime njivske gosi izhaja iz njene nekdanje navade, da se je včasih pozimi pasla na strniščih fižolovih  polj. Anser  je latinska beseda za "gos", medtem ko fabalis izhaja iz latinske besede faba, kar pomeni široki fižol (bob).

### Podvrste
Prepoznane so tri podvrste njivske gosi, z zapleteno variabilnosto v velikosti telesa ter v velikosti in vzorcu kljuna; na splošno se velikost povečuje od severa proti jugu in od zahoda proti vzhodu. 
| Podvrste            | Avtoriteta      | Opis                                                      | Območje razširjenosti | Slika |
| ------------------- | --------------- | --------------------------------------------------------- | --- | ----- |
| A. f. fabalis       | Latham, 1787    | Velika; kljun dolg in ozek, s širokim oranžnim pasom.     | Skandinavija vzhodno do Urala; prezimuje večinoma od Danske do Poljske, lokalno zahodno do Škotske ter južno do Francije, severne Italije in Madžarske. |       |
| A. f. johanseni     | Delacour, 1951  | Velika; kljun dolg in ozek, z ozkim oranžnim pasom.       | Zahodnosibirska tajga; prezimuje predvsem v južnosrednji Aziji, redko zahodno do vzhodne Evrope, in izjemoma južno do severne Indije.                   |       |
| A. f. middendorffii | Severtzov, 1873 | Zelo velika; kljun dolg in čokat, z ozkim oranžnim pasom. | Vzhodnosibirska tajga; prezimuje na vzhodu Kitajske, v Koreji in na Japonskem.                                                                          |       |

Dva morfološko in ekološko različna »tipa« nekateri ornitologi obravnavajo kot ločeni vrsti, »tundrsko« njivsko gos (Anser fabalis) in »tajgaško« njivsko gos (Anser serrirostris Swinhoe, 1871). To spremembo klasifikacije je med drugim leta 2007 sprejela Ameriška zveza ornitologov; po njej »tundrska« njivska gos vsebuje podvrste fabalis, johanseni in middendorffii, »tajgaška« njivska gos pa podvrsti rossicus in serrirostris. Druge organizacije, kot je BirdLife International, te spremembe zaenkrat niso prevzele zaradi nasprotujočih si mnenj različnih avtorjev o delitvi, zato status vrste še ni dorečen.